# ۱۰۰ مایل و دویدن
| بررسی انتقادی    | بررسی انتقادی |
| منبع             | رتبه‌بندی      |
| ---------------- | ------------- |
| آل‌میوزیک         | [ ۱ ]         |
| انترتینمنت ویکلی | C+            |
| RapReviews       | 6.5/10        |
| رابرت کریستگاو   | C-            |
| The Source       | [ ۵ ]         |

۱۰۰ مایل و دویدن (به انگلیسی: 100 Miles and Runnin') اولین و تنها ای‌پی از گروه گنگستا رپ ان.دابلیو.ای از زمان تاسس این گروه در سال ۱۹۸۸ است.  این ای‌پی که در تاریخ ۱۴ اوت ۱۹۹۰ منتشر شد، این آلبوم شامل ۵ آهنگ است که ترانه اصلی آن ۱۰۰ مایل و دویدن است.